# Comté de Columbia (Arkansas)
Pour les articles homonymes, voir Comté de Columbia.
Le comté de Columbia est un comté de l'État de l'Arkansas aux États-Unis. Au recensement de 2010, il comptait 24 552 habitants. Son chef-lieu est Magnolia.

## Démographie
| 1860   | 1870   | 1880   | 1890   | 1900   | 1910   |
| ------ | ------ | ------ | ------ | ------ | ------ |
| 12 449 | 11 397 | 14 090 | 19 893 | 22 077 | 23 820 |

| 1920   | 1930   | 1940   | 1950   | 1960   | 1970   |
| ------ | ------ | ------ | ------ | ------ | ------ |
| 27 670 | 27 320 | 29 822 | 28 770 | 26 400 | 25 952 |

| 1980   | 1990   | 2000   | 2010   | - | - |
| ------ | ------ | ------ | ------ | - | - |
| 26 644 | 25 691 | 25 603 | 24 552 | - | - |